# دانیلا سلیواش
دانیلا سلیواش (به رومانیایی: Daniela Silivaş) ورزشکار زن رشتهٔ ژیمناستیک اهل رومانی است. وی در بین سال‌های ‎۱۹۸۸ میلادی در مسابقات بازی‌های المپیک تابستانی در مجموع ۶ مدال، شامل ۳ مدال طلا و ۲ نقره و ۱ برنز را کسب کرد.